# Anthoscopus flavifrons
Anthoscopus flavifrons là một loài chim trong họ Remizidae.